# Izvor (okręg Caraș-Severin)
Izvor – wieś w Rumunii, w okręgu Caraș-Severin, w gminie Cornereva. W 2011 roku liczyła 87 mieszkańców. 